# 1905年逝世人物列表
1905年逝世人物列表：1月 - 2月 - 3月 - 4月 - 5月 - 6月 - 7月 - 8月 - 9月 - 10月 - 11月 - 12月
下面是1905年逝世的知名人士列表。

## 1-2月

### 1月1日
- 約翰內斯·盧多維庫斯·帕奎，比利時羅馬天主教神父和祝福

### 1月2日
- 克拉拉·奧古斯塔·鐘斯·特拉斯克，美國一角錢小說家

### 1月6日
- 何塞·瑪麗亞·加布里埃爾·加蘭，西班牙詩人
- 安·伊莉莎·史密斯，美國愛國者

### 1月9日
- 路易絲·蜜雪兒，法國無政府主義者

### 1月11日
- 耶胡達·阿裡耶·萊布·阿爾特，波蘭哈西德派拉比

### 1月14日
- 恩斯特·阿贝，德國物理學家

### 1月19日
- 泰戈爾，印度哲學家[1]

### 1月20日
- 久拉·薩帕裡，匈牙利第10任總理

### 1月22日
- Ștefan Fălcoianu，羅馬尼亞將軍和政治家
- 克拉拉·哈裡森·斯特拉納漢，美國大學聯合創始人和受託人

### 1月27日
- 沃森·赫斯頓，美國漫畫家

### 1月31日
- 康斯坦丁·萨维茨基，俄羅斯畫家

### 2月2日
- 梅布爾·卡希爾，愛爾蘭網球冠軍

### 2月3日
- 阿道夫·巴斯蒂安，德國人類學家[2]

### 2月4日
- 路易-埃内斯特·巴里亚斯，法國雕塑家

### 2月5日
- 安德列吉卡·西米奇，克羅埃西亞朝伊杜克

### 2月9日
- 阿道夫·冯·门采尔，德國畫家[3]

### 2月11日
- 奥托·哈特雷本，德国作家

### 2月12日
- 馬塞爾·施沃布，法國作家

### 2月15日
- 卢·华莱士，美國作家[4]

### 2月16日
- 傑伊·庫克，美國金融家

### 2月17日
- 谢尔盖·亚历山德罗维奇，俄羅斯帝國王子

### 2月19日
- 本傑明·哈裡斯·巴比奇，澳大利亞政治家，布裡斯班第19任市長

### 2月20日
- 耶利米·法納姆，美國商船船長

### 2月24日
- 范妮·科克倫·史密斯，塔斯馬尼亞原住民

### 2月25日
- 愛德華·庫珀，紐約市第83任市長

## 3-4月

### 3月1日
- 讓-巴蒂斯特·克勞德·歐仁·紀堯姆，法國雕塑家

### 3月3日
- 安東尼奧·安內托·卡魯阿納，馬爾他考古學家、作家

### 3月6日
- 皮埃爾·泰奧馬·布瓦隆德-卡納爾，海地第12任總統
- 約翰·亨寧格·雷根，美國邦聯政治家

### 3月13日
- 尼爾·伊茲沃洛夫，保加利亞東正教牧師和受人尊敬的牧師

### 3月15日
- 迈尔·古根海姆，出生於瑞士的古根海姆家族族長
- 阿瑪莉·斯克拉姆，挪威作家，女權主義者

### 3月17日
- 胡安·內波穆切諾·澤格裡·莫雷諾，西班牙羅馬天主教神父和祝福

### 3月23日
- 瑪莎·克拉姆·貝茨，美國記者

### 3月24日
- 儒勒·凡尔纳，法國科幻作家[5]

### 3月25日
- 莫裡斯·巴里摩爾，英國演員

### 3月28日
- 黃遵憲，中國詩人、作家

### 4月3日
- 鄒容，中國革命家，文章《革命軍》作者

### 4月4日
- 康斯坦丁·莫尼耶，比利時畫家和雕塑家

### 4月7日
- 瑪麗亞·阿桑塔·帕洛塔，義大利羅馬天主教，自稱和祝福的宗教人士[6]

### 4月9日
- 第二代切姆斯福德男爵弗雷德里克·奥古斯塔斯·泰思哲，英國將軍

### 4月10日
- 福朱力，蒙古人的奴隶之一。位于北京菜市口被处以凌迟。

### 4月18日
- 胡安·瓦萊拉·阿爾卡拉-加利亞諾，西班牙作家

### 4月23日
- 約瑟夫·傑斐遜，美國演員

## 5-6月

### 5月9日
- 安娜·贾维斯，美国模特

### 5月11日
- 安傑伊·耶日·姆尼謝赫，波蘭畫家
- 塞費里諾·納蒙庫拉，阿根廷羅馬天主教平信徒兄弟和祝福[7]

### 5月13日
- 山姆·舒伯特，美國劇院老闆

### 5月14日
- 傑西·巴特利特·大衛斯，美國女演員和歌手

### 5月23日
- 玛丽·利弗莫尔，美國女權宣導者

### 5月26日
- 阿方斯·詹姆斯·罗斯柴尔德，法國銀行家、慈善家

### 5月28日
- 伊曼紐爾·威利斯·威爾遜，西弗吉尼亞州州長

### 5月29日
- 弗朗西斯科·西尔维拉，西班牙政治家、首相

### 6月1日
- 埃米爾·德拉哈耶，法國汽車先驅
- 喬瓦尼·巴蒂斯塔·斯卡拉布里尼，義大利羅馬天主教主教和祝福

### 6月3日
- 戴德生，英国传教士

### 6月4日
- 揚·米庫利茨-拉德茨基，波蘭裔奧地利外科醫生

### 6月5日
- Małgorzata Szewczyk，波蘭羅馬天主教宗教人士

### 6月7日
- 卡爾·凱爾納，奧地利神秘主義者

### 6月13日
- 西奧多羅斯·迪利吉安尼斯，5次希臘總理（遇刺）

### 6月15日
- 卡尔·韦尼克，德国神经学家和心理学家

### 6月17日
- 马克西莫·戈梅斯，古巴將軍

### 6月18日
- 卡邁恩·克羅科，義大利強盜
- 佩尔·特奥多尔·克莱韦，瑞典化學家和地質學家

### 6月22日
- 佛蘭西斯·路勃克，美国政治家

### 6月26日
- 弗朗茨·奧韋爾貝克，德国教会史学家

### 6月27日
- 格裡戈里·瓦庫林丘克，俄羅斯兵變者

## 7-8月

### 7月1日
- 海约翰，美國外交官，亚伯拉罕·林肯的私人秘書

### 7月4日
- 埃利泽·雷克吕斯，法國地理學家和無政府主義者

### 7月8日
- 沃爾特·基特裡奇，美國音樂家和作曲家[8]

### 7月10日
- 蒙塔古·伯罗斯，英国英国皇家海军军官和历史学家

### 7月11日
- 穆罕默德·阿卜杜，埃及法学家和哲学家

### 7月15日
- 莱蒙多·费尔南德斯·比利亚维尔德，西班牙第28任首相

### 7月30日
- 喬阿基諾·拉洛米亞，義大利羅馬天主教神父和尊貴

### 8月1日
- 約翰·布朗，加拿大政治家

### 8月4日
- 瓦爾特·弗萊明，德國生物學家[9]
- Kinjikitile Ngwale，坦尚尼亞叛軍領導人

### 8月14日
- 西蒙·所羅門，英國藝術家

### 8月19日
- 威廉·阿道夫·布格罗，法国画家

### 8月21日
- 玛丽·梅普斯·道奇，美國兒童文學作家

### 8月31日
- 法蘭切斯科·塔馬尼奧，義大利歌劇演唱家[10]

## 9-10月

### 9月5日
- 觸摸雲彩，Minneconjou 酋長

### 9月13日
- 勒內·戈布萊，法國政治家，法國第52任總理

### 9月14日
- 皮埃尔·萨沃尼昂·德·布拉柴，法裔義大利探險家

### 9月18日
- 喬治·麥克唐納，蘇格蘭作家、詩人和基督教牧師[11]

### 9月19日
- 湯瑪斯·約翰·巴納多，愛爾蘭慈善家

### 10月3日
- 何塞-瑪麗亞·德·埃雷迪亞，法國詩人[12]

### 10月6日
- 查尔斯·布郎，英国机器设计师
- 費迪南·馮·李希霍芬，德國探險家和地理學家[13]

### 10月11日
- 伊莎貝爾·加蒂·德·加蒙德，比利時教育家和女權主義者

### 10月13日
- 亨利·奧文，英国演员[14]

### 10月15日
- 米哈伊爾·德拉戈米羅夫，俄羅斯將軍

### 10月29日
- 亨德里克·维特布伊，印第安人首领

## 11-12月

### 11月2日
- 阿尔贝特·冯·克利克，瑞士解剖學家

### 11月9日
- 威廉·帕羅特，英國煤礦工人

### 11月14日
- 羅伯特·懷特黑德，英國工程師和發明家

### 11月17日
- 阿道夫，卢森堡大公
- 菲利普親王，佛蘭德斯伯爵

### 11月22日
- 維克多·薩哈羅夫，俄羅斯將軍（遇刺）

### 12月5日
- 亨利·埃克福德，英國園藝家

### 12月8日
- 陳天華，華興會、中國同盟會會員，因參加反對日本《取締清韓留日學生規則》的鬥爭，留下絕筆書，投海自盡。

### 12月9日
- 亨利·福爾摩斯，英國作曲家、小提琴家[15]
- 理查·克拉弗豪斯·傑布，英國學者、政治家

## 日期不詳
- 阿卜杜勒·瓦希德·孟加拉，穆斯林神學家和教師[16]
- 瑪麗·湯瑪斯，西印度勞工領袖